# Острів юності
«Острів юності» — радянський художній фільм 1976 року режисерів Юлія Слупського і Бориса Шиленка, знятий на Кіностудії ім. О. Довженка.

## Сюжет
Дев'ятикласники сільської школи вирішили організувати свій молодіжний колгосп, самостійно виростити і зібрати врожай. Директор школи підтримав хлопців, і вони, не дивлячись на непрості відносини в їх молодіжному колективі, змогли здійснити задумане, повірили в свої сили.

## У ролях
- Володимир Андрєєв —  Сашко
- Ольга Демшевська —  Марина
- Віталій Лобзін —  Ромка
- Сергій Маслобойщиков —  Борис
- Тамара Синицька —  Катя
- Микола Скоробогатов —  Петро Митрофанович
- Олександр Мовчан —  Михайло Антонович
- Борис Новиков —  дід Степан
- Юрій Бондаренко —  Колька
- Олексій Руденко —  Котька
- Ірина Щербініна —  Зоя
- Людмила Алфімова —  колгоспниця
- Володимир Волков —  колгоспник
- Віктор Поліщук —  колгоспник
- Олександр Мілютін —  водій
- Довгозвяга Галина Петрівна|Галина Довгозвяга —  мама Роми
- Людмила Сосюра —  тітка Клава
- Василь Фущич —  Василь Васильович
- Зоя Василькова —  епізод

## Знімальна група
- Режисери — Юлій Слупський, Борис Шиленко
- Сценарист — Олександр Власов
- Оператор — Олександр Пищиков
- Композитор — Іван Карабиць
- Художник — Олександр Кудря